# 한국미생물생명공학회
한국미생물·생명공학회는 사회일반의 이익에 공여하기 위하여 공익법인 설립운영에 관한 법률의 규정에 따라 미생물(공)학, 생명공학 및 관련 융합분야에 관한 이론과 기술을 연구 발전시켜 이를 보급하며 나아가 이들의 학술과 기술의 진흥으로 산학협동 및 국민생활의 과학화에 이바지함을 목적으로 1973년에 창립되어 1980년 10월 10일 설립허가된 대한민국 과학기술정보통신 소관의 사단법인이다. 사무실은 135-703 서울특별시 강남구 역삼동 635-4 한국과학기술회관 1관 402호에 있다.

## 웹사이트
- 한국미생물생명공학회 홈페이지

## 주요활동
1. 정기총회 및 학술발표회(연1회) 및 분과위원회 workshop, 지부 심포지엄
2. 학술지 발간 :
ⓛ Journal of Microbiology and Biotechnogy (JMB) : 온라인 수시 발간]
② Microbiology and Biotechnology Letters (MBL) : 연 4회 발간(3, 6, 9, 12월 28일)
③ e-생물산업 (년 4회 발간) : 3, 6, 9, 12월 28일 발간
3. 미생물(공)학, 생명공학 및 관련 융합분야의 학계와 산업계 및 국제간의 과학기술에 관한/정보교환 및 협조증진과 기술교류
4. 연구 및 기술의 장려와 우수업체의 상훈